# Warhead/Lady Lust
Warhead/Lady Lust è un singolo pubblicato dal gruppo heavy metal britannico Venom nel 1984 su etichetta Neat Records.

## Tracce
Lato A
1. Warhead (Extended Version)
2. Lady Lust

Lato B
1. Seven Gates of Hell

## Formazione
- Conrad "Cronos" Lant - voce, basso
- Jeffrey "Mantas" Dunn - chitarra
- Anthony "Abaddon" Bray - batteria